# Ophiophagus hannah
Il cobra reale (Ophiophagus hannah Cantor, 1836) è il serpente velenoso più lungo del mondo. È dotato di un veleno simile a quello di altri elapidi, ma ne produce una quantità tanto copiosa da uccidere, in qualche caso, un elefante indiano adulto con un solo morso. Tassonomicamente non fa parte dei "veri" cobra - i quali appartengono al genere Naja - è invece classificato nel genere monotipico Ophiophagus (termine greco che significa "mangiatore di serpenti", poiché questi costituiscono una sua preda frequente). È diffuso nel nord-est dell'India, nel sud della Cina, in Malaysia, nelle Filippine e in buona parte del Sud-est asiatico, comprese alcune isole, dove può vivere anche ad altitudini superiori ai 2000 m.

## Descrizione
È un serpente facilmente riconoscibile per via della presenza di due squame post-occipitali nella parte posteriore della testa. Il colore della pelle è variabile e negli esemplari adulti va dal giallo al verde, dal marrone al nero. I giovani sono più scuri e a volte anche neri. In genere presentano strisce trasversali di colore più chiaro sul dorso, mentre la zona ventrale chiara può presentare strisce trasversali più scure. 
La caratteristica più evidente sono le sue notevoli dimensioni, superiori a qualsiasi altra specie di serpente avvelenatore. Di solito sono lunghi circa 3 metri, ma ci sono esemplari che raggiungono e superano i 5 m. Il peso, per gli esemplari più lunghi, può superare i 10–12 kg. Le zanne velenifere non sono eccezionalmente lunghe se paragonate alla taglia del rettile, raggiungendo raramente i 1 cm di lunghezza e 5-6 mm di larghezza.

## Biologia
Questo serpente vive in media 20 anni, abitualmente nelle foreste tropicali e nei mangroveti, in prossimità di corsi d'acqua e in zone umide. È un abile nuotatore. Il suo habitat nel corso dei decenni è stato distrutto dall'antropizzazione, tanto che oggi il cobra reale è considerato una specie vulnerabile o minacciata di estinzione. Si spinge anche in aree coltivate, dove può costituire un rischio per contadini. Il suo veleno non è particolarmente potente di per sé, ma il morso è estremamente pericoloso per la grandissima quantità che l'animale può iniettare, un volume di liquido che può raggiungere o superare i 7 ml. La specie ha una certa tendenza sinantropica, si spinge cioè talvolta in zone abitate o urbane, in particolare in fognature, canali di irrigazione, parchi o giardini.  
Non è una specie aggressiva nei confronti degli esseri umani né di altri animali di grossa taglia. Ha un carattere timido e in genere cerca di evitare il confronto,  se si sente minacciato risponde con una tipica postura di avvertimento, che consiste nel sollevare la parte anteriore del corpo ed estendendo le nervature del collo, allargando così il cappuccio tipico dei cobra che conferisce alla testa un aspetto più grande e minaccioso, e sibilare rumorosamente. La sua capacità di sollevare la testa e collo, mantenendo così la parte anteriore del corpo sollevata fino a una altezza di oltre un metro, a scopo difensivo per intimidire eventuali predatori, è una sua caratteristica tipica. È in grado di spostarsi a una certa velocità, anche inseguendo l'eventuale intruso, sempre mantenendo la testa sollevata da terra. Questo comportamento aggressivo viene adottato in particolare dalle femmine allo scopo di intimidire predatori di grossa taglia per allontanarli dalle vicinanze della nidiata. 
A differenza della maggior parte dei serpenti terrestri, che sono predatori in genere crepuscolari o notturni, il cobra reale è un cacciatore tipicamente diurno.

### Alimentazione
La sua alimentazione si basa soprattutto su animali pecilotermi (vale a dire a sangue freddo), in special modo altri serpenti. Le sue notevoli dimensioni gli permettono di catturare gran parte degli ofidi con i quali condivide l'habitat, dai serpenti che si cibano di roditori ai grandi pitoni che possono superare i 3 m di lunghezza. Il veleno del cobra è abbastanza potente da ucciderli prima di passare all'ingestione, che avviene sempre a partire dalla testa in modo che le squame della preda non feriscano l'apparato digerente e risulti più facile ingoiarla. In alcuni casi è stato documentato il cannibalismo da parte del cobra reale. La tendenza a cibarsi di altri serpenti gli ha valso il nome scientifico di Ophiophagus, che in greco significa «mangiatore di serpenti».
I serpenti che costituiscono la dieta abituale del cobra reale hanno sviluppato particolari strategie difensive. Visto che il cobra si muove a forte velocità, la fuga non è sufficiente e molto spesso questi serpenti restano immobili con la testa nascosta sotto il proprio corpo, in modo tale che il cobra non possa morderne questa parte, da cui di solito inizia l'ingestione.

### Riproduzione

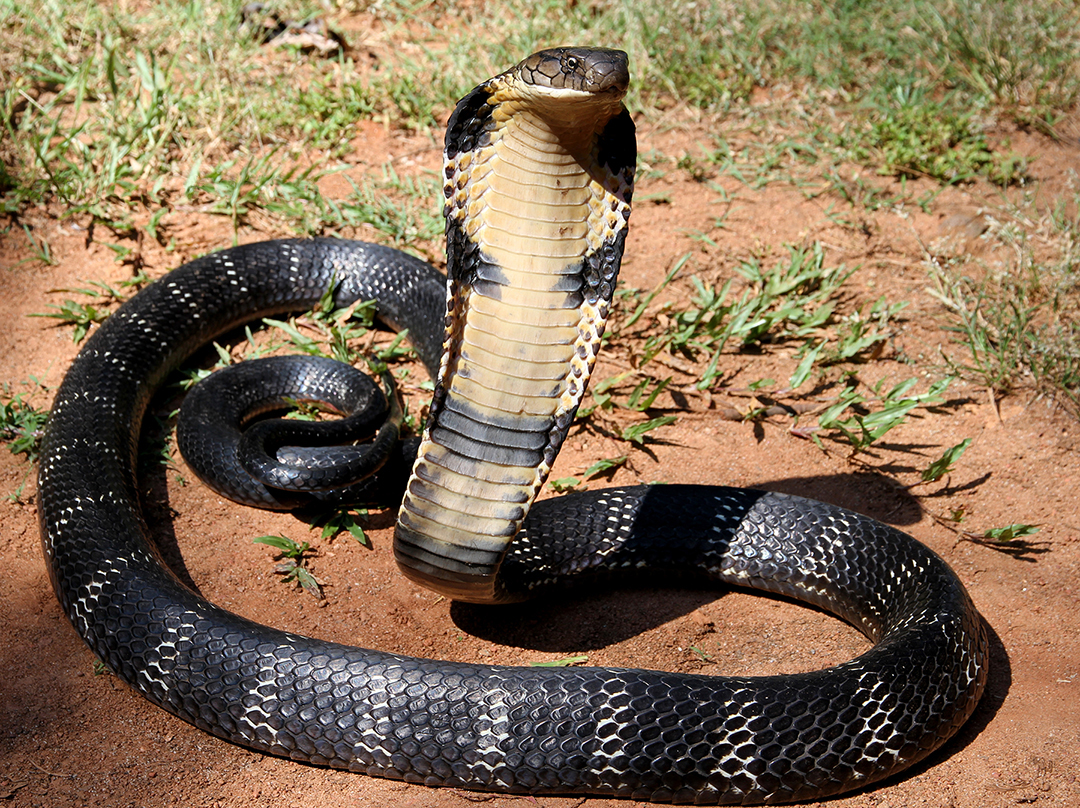
Cobra reale con il tipico "cappuccio" aperto

Il cobra reale è oviparo e la sua stagione riproduttiva va da gennaio ad aprile, periodo in cui questi ofidi vivono in coppia per proteggere, in modo estremamente aggressivo, prima le uova e poi i piccoli. Le femmine costruiscono, caso unico fra tutti i serpenti, un nido di foglie e rami schiacciati nel quale depongono da 20 a 40 uova.
La decomposizione della vegetazione fornisce il calore necessario per l'incubazione durante la primavera e l'estate, periodo in cui la femmina resta sempre molto vicina alla nidiata e sviluppa un comportamento particolarmente aggressivo nei confronti di predatori e fonti di disturbo. Neppure il maschio abbandona la zona. I piccoli nascono in autunno e sono subito in grado di provvedere a se stessi, tant'è vero che, al momento della schiusa delle uova, la madre si allontana per evitare di mangiare i piccoli.

## Tassonomia

### Sinonimi
Sono stati riportati i seguenti sinonimi:
- Dendraspis bungarus Fitzinger, 1843
- Dendraspis hannah borneensis Deraniyagala, 1960
- Dendraspis hannah brunnea Deraniyagala, 1961
- Dendraspis hannah bungarus Deraniyagala, 1960
- Dendraspis hannah elaps Deraniyagala, 1960
- Dendraspis hannah hannah Deraniyagala, 1960
- Dendraspis hannah nordicus Deraniyagala, 1961
- Dendraspis hannah sinensis Deraniyagala, 1960
- Dendraspis hannah vittata Deraniyagala, 1960
- Hamadryas elaps Günther, 1858
- Hamadryas hannah Cantor, 1836
- Hamadryas ophiophagus Cantor, 1838
- Naia bungarus Wall, 1908
- Naja bungarus Schlegel, 1837
- Naja hannah Smith, 1943
- Naja hannah Taylor, 1922
- Naja hannah Tweedie, 1954
- Naja ingens Van Hasselt, 1882
- Naja vittata Elliott, 1840
- Ophiophagus elaps Günther, 1864
- Ophiophagus hannah Bogert, 1945
- Ophiophagus hannah Welch, 1994
- Ophiophagus hannah Manthey & Grossmann, 1997
- Ophiophagus hannah Cox et al., 1998
- Ophiophagus hannah Sang et al., 2009

### Sottospecie
Non sono state riconosciute sottospecie.

## I cobra reali nella cultura
Il cobra reale occupa un posto importante nella cultura del sud est asiatico.
In alcuni villaggi della Birmania si pratica il bacio del cobra: consiste nel provare a baciare un cobra, offrendogli prima una scodella di latte e poi provare con le labbra a sfiorare la testa del serpente. Ovviamente si verificano molti incidenti.

## Galleria d'immagini

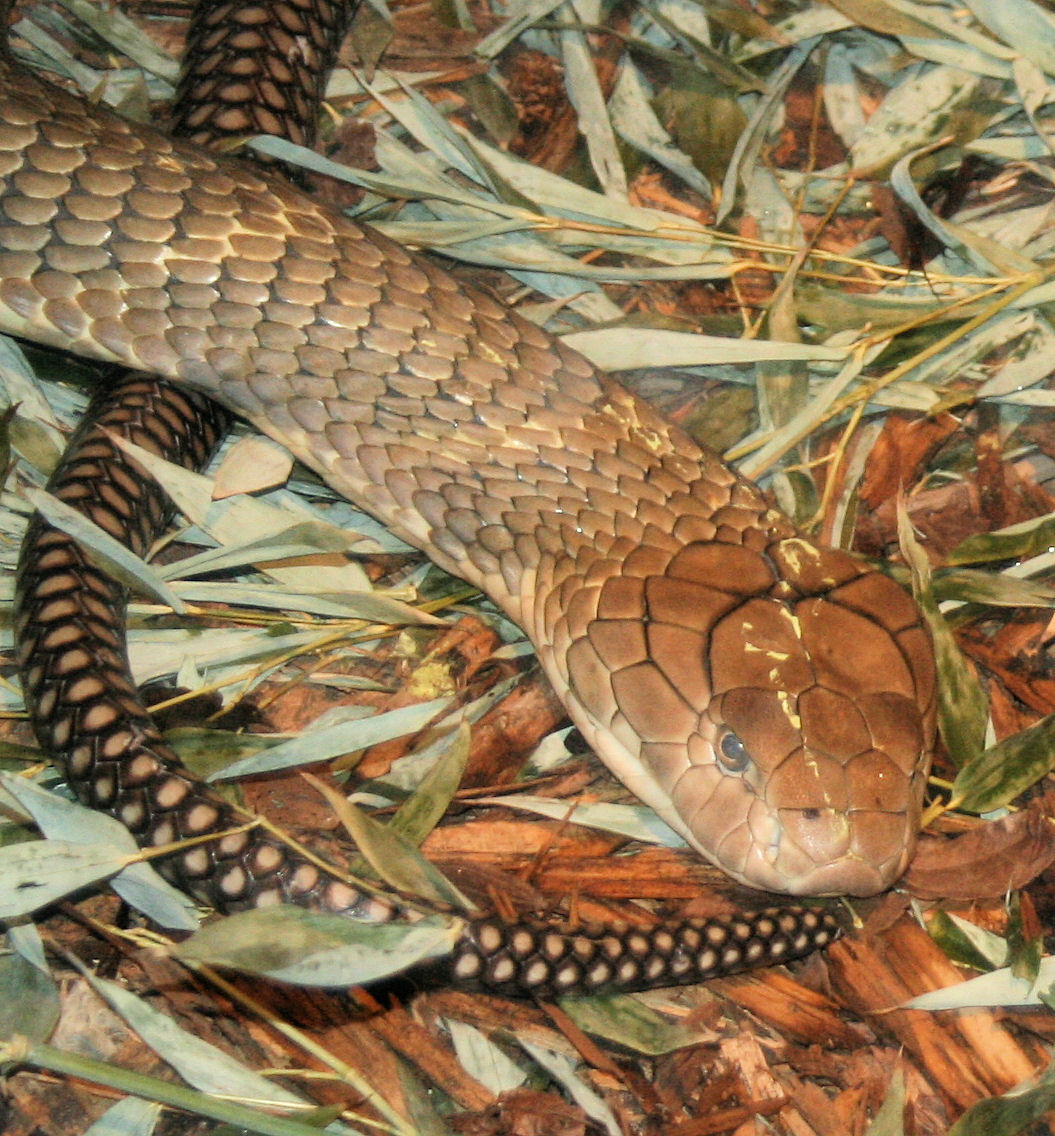
Cobra reale fra foglie di bambù
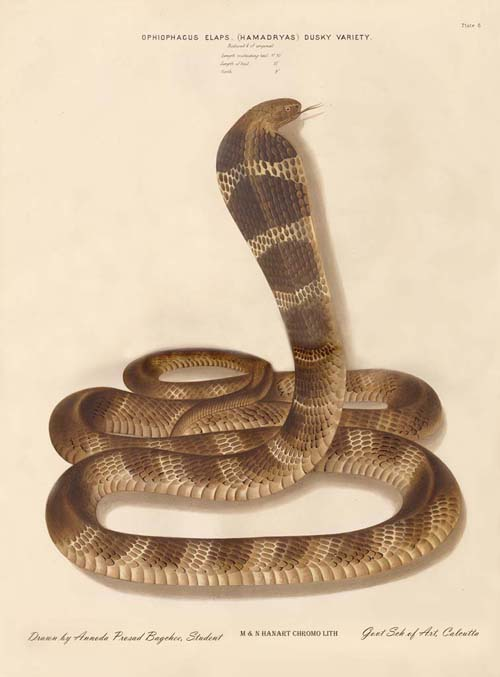
Cobra reale
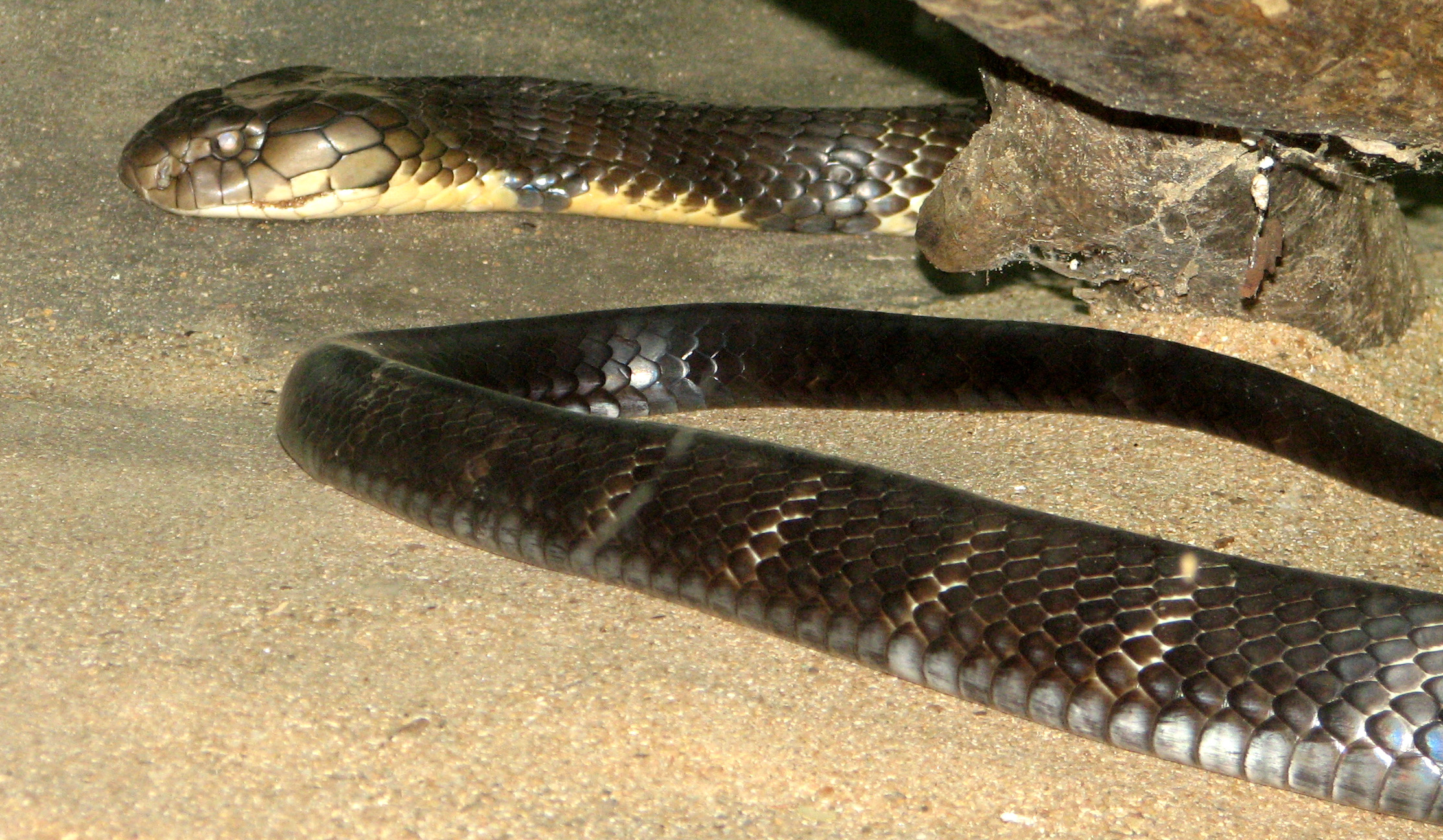
Ophiophagus hannah